# Prionyx niveatus
Prionyx niveatus là một loài côn trùng cánh màng trong họ Sphecidae, thuộc chi Prionyx. Loài này được Dufour miêu tả khoa học đầu tiên năm 1854.